# Лев (Церпицкий)
Митрополи́т Ле́в (в миру Никола́й Льво́вич Церпи́цкий; род. 13 апреля 1946, село Залужье, Столбцовский район, Минская область) — архиерей Русской православной церкви; митрополит Новгородский и Старорусский, глава Новгородской митрополии. Почётный гражданин Великого Новгорода (2004).
Тезоименитство — 18 февраля / 3 марта (святителя Льва Великого, Папы Римского).

## Биография
Родился 13 апреля 1946 года в селе Залужье Столбцовского района Минской области Белоруссии в семье священника Льва Церпицкого (1916—1972). Его дед и младший брат тоже были священниками.
По окончании средней школы с 1966 по 1969 год служил в рядах Советской армии.
В 1969 году поступил в Ленинградскую духовную семинарию.
28 марта 1971 года митрополитом Ленинградским и Новгородским Никодимом (Ротовым) был пострижен в монашество с именем Лев в честь святителя Льва, папы римского. 7 апреля возведён в сан иеродиакона, 20 апреля — в сан иеромонаха.
В 1972—1975 годах — личный секретарь митрополита Никодима (Ротова). Иногда по два раза в день летал с документами между Москвой и Ленинградом, за что, по воспоминаниям архимандрита Августина (Никитина), получил прозвище «аэромонах».
В 1975 году окончил Ленинградскую духовную академию со степенью кандидата богословия (тема кандидатской работы: «Постановление II Ватиканского Собора „Конституция о богослужении“»).
В 1975—1978 годы проходил богословский курс в Папском Григорианском университете в Риме.
8 августа 1978 года возведён в сан архимандрита и в том же месяце в составе делегации Русской православной церкви присутствовал на погребении папы римского Павла VI, а в сентябре — на интронизации папы Иоанна Павла I. В его присутствии на приёме у новоизбранного папы скончался глава делегации митрополит Никодим (Ротов).
С 14 октября 1978 года указом митрополита Ленинградского и Новгородского Антония (Мельникова) — настоятель Крестовоздвиженского собора в Петрозаводске и благочинный храмов Олонецкой епархии. Одновременно читал курс лекций по сравнительному богословию в Ленинградской духовной семинарии.
С октября 1980 года — настоятель Воскресенского храма в Рабате (Марокко). С 1981 по ноябрь 1982 года являлся председателем Совета церквей Марокко.
В 1982—1983 годах работал в отделе внешних церковных сношений Московского патриархата в Москве.
С 13 октября 1983 по 31 октября 1987 года — настоятель Спасо-Преображенского собора в Выборге.

### Архиерей

#### 1987—2000 годы

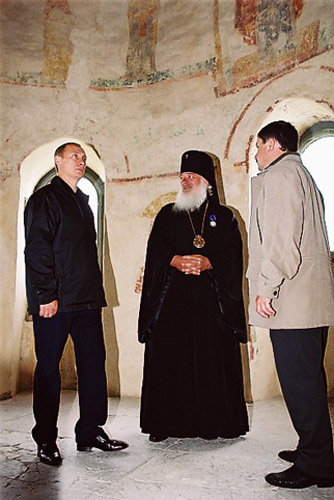
Архиепископ Новгородский и Старорусский Лев в Свято-Юрьевом мужском монастыре с президентом России Владимиром Путиным и губернатором Новгородской области Михаилом Прусаком. Новгородская область, 22 августа 2001 года

10 сентября 1987 года решением Священного синода Русской православной церкви избран епископом Ташкентским и Среднеазиатским. 17 октября по окончании Всенощного бдения в Иоанно-Богословском храме Ленинградских духовных школ наречён во епископа Ташкенского и Среднеазиатского. Наречение совершили митрополит Ленинградский и Новгородский Алексий (Ридигер), митрополит Новосибирский и Барнаульский Гедеон (Докукин), архиепископ Смоленский и Вяземский Кирилл (Гундяев), епископ Брюссельский и Бельгийский Симон (Ишунин) и епископ Тихвинский Прокл (Хазов). 1 ноября в Троицком соборе Александро-Невской лавры хиротонисан во епископа Ташкентского и Среднеазиатского. Хиротонию совершили архиереи, участвовавшими в наречении, а также митрополит Крутицкий и Коломенский Ювеналий (Поярков).
Его назначение на кафедру совпало с периодом послаблений со стороны государства. Благодаря усилиям епископа Льва были возрождены четыре храма из числа закрытых, появилась возможность расширения церковной деятельности.
20 июля 1990 года переведён на возрождённую Новгородскую и Старорусскую епархию.
После воссоздания епархии пригласил в неё священников из Санкт-Петербурга.
В дни ГКЧП в 1991 году он организовал в Кремле при стечении громадных толп народа молебен перед иконой Знамения Божией Матери за избавление от опасности возврата власти безбожников.
В 1992 году основал газету «София» и стал её главным редактором. В 1996 году издание преобразовано в ежеквартальный журнал с таким же названием.
В 1992 году возглавил оргкомитет Арсениевских чтений в память о митрополите Новгородском Арсении (Стадницком). Первые чтения состоялись в 1993 году.
Приоритетами деятельности Новгородской епархии являются сотрудничество с университетом, развитие православного студенческого движения, активная социальная работа и организация воскресных школ и библиотек в приходах.
25 февраля 1995 года возведён в сан архиепископа.
Будучи сторонником развития межрелигиозного диалога, в июне 1996 года присутствовал на церемонии открытия католического храма Петра и Павла в Великом Новгороде.
С 11 июля 1997 года — член президиума Всероссийского общества охраны памятников истории и культуры.

#### 2000 — н.в.

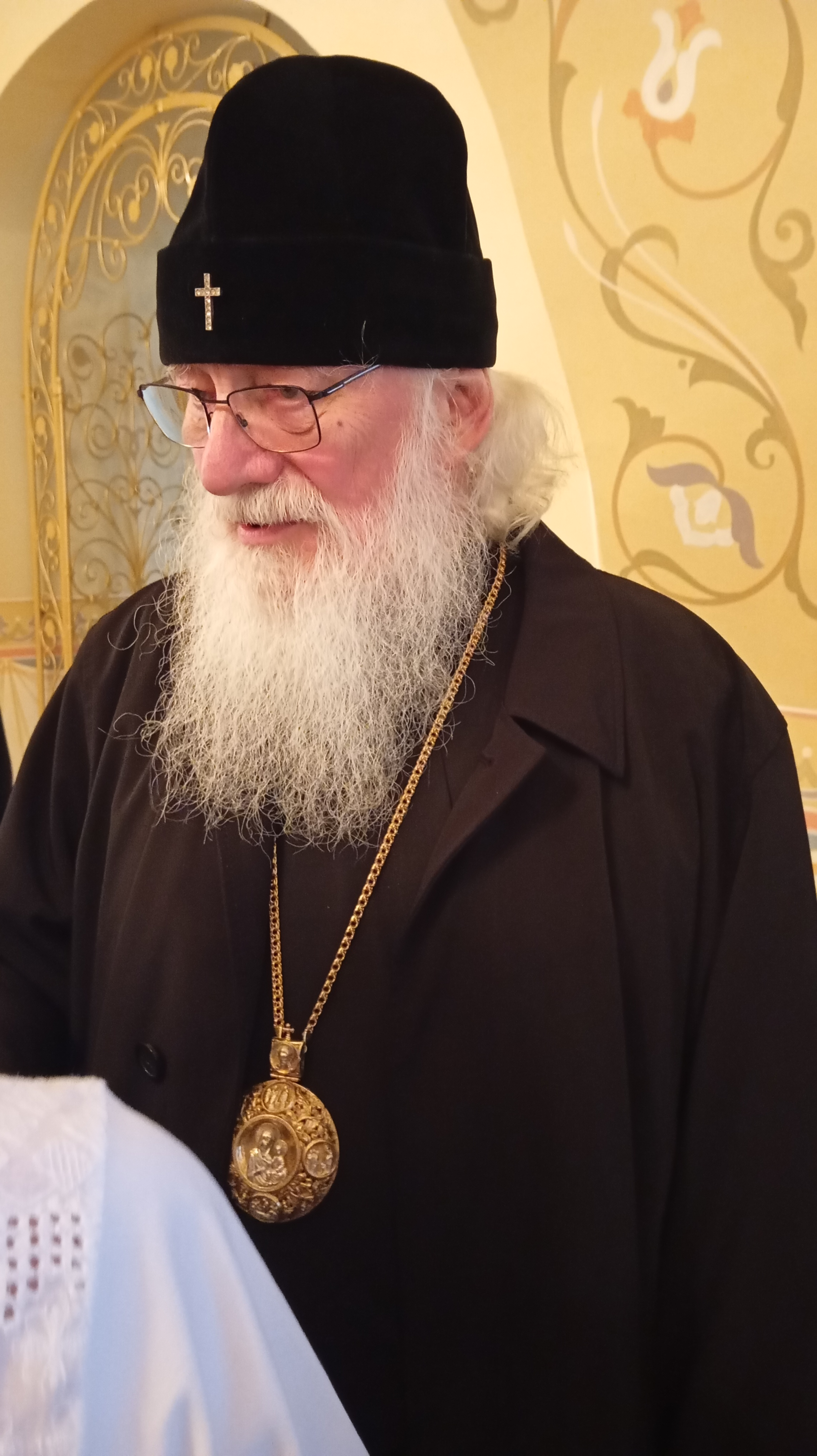
Митрополит Новгородский и Старорусский Лев в Валдайском Иверском мужском монастыре. Новгородская область, 10 августа 2024 года

19 июля 2000 года постановлением Священного синода включён в паломническую группу Русской православной церкви, направленную на Святую гору Афон в период с 4 по 11 августа 2000 года.
14 октября 2004 года мэр Великого Новгорода Николай Гражданкин вручил архиепископу регалии «Почётного гражданина Великого Новгорода».
20 апреля 2005 года назначен ректором вновь открытого Новгородского духовного училища.
11 апреля 2008 года вошёл в организационный комитет по подготовке и проведению в Великом Новгороде с 18 по 22 июня 2008 года выставки «Православная Русь».
В июне 2008 года не прибыл на Архиерейский собор Русской православной церкви по болезни. 28 декабря 2011 года решением Священного синода назначен главой Новгородской митрополии. 8 января 2012 года в Успенском соборе Московского Кремля патриархом Кириллом был возведён в сан митрополита.
В связи с кончиной 7 марта 2015 года митрополита Петрозаводского и Карельского Мануила (Павлова) по благословению патриарха Кирилла назначен временным управляющим Петрозаводской и Карельской епархией. Исполнял обязанности до 5 мая 2015 года.
Накануне отказа Русской православной церкви от участия в Соборе на острове Крит был направлен в Стамбул во главе делегации для участия в праздновании тезоименитства патриарха Константинопольского Варфоломея I (11 июня 2016 года).
29 декабря 2021 года в Актовом зале Духовной школы Учёный совет и Общее собрание преподавателей присвоили ему звание «Почётный член СПбДА».
В 2022 году владыка записал обращение, в котором всецело поддержал полномасштабное вооруженное вторжение России на Украину: «Если бы не вступление русских войск на территорию Донбасса, то жертвами были бы мы с вами».

## Награды

### Государственные
- Орден «За заслуги перед Отечеством» IV степени (30 марта 2006 года) — за большой вклад в развитие духовных и культурных традиций[18].
- Орден Почёта (28 декабря 2000 года) — за большой вклад в укрепление гражданского мира и возрождение духовно-нравственных традиций[19]
- Орден Дружбы (14 мая 2016 года) — за большой вклад в развитие духовных и культурных связей[20][21].
- Орден «Знак Почёта»

### Региональные и муниципальные
- Почётный гражданин Великого Новгорода (2004 год)
- Медаль «В память 1150-летия Великого Новгорода» (2009)
- Знак «1150-летие зарождения российской государственности» (2012)
- Юбилейная медаль «70 лет Новгородской области» (2015)
- Звание «Почётный гражданин Новгородской области» (2017)[22]
- Медаль «Новгородская Слава» II степени (2019)[23]
- медаль «Новгородская слава» I ст. (2022)

### Церковные
- Орден преподобного Сергия Радонежского III степени (1983 год)
- Орден святого благоверного князя Даниила Московского II степени (2001 год)
- Орден преподобного Серафима Саровского II степени (7 апреля 2006 года)[24]
- Орден преподобного Сергия Радонежского II степени (7 апреля 2011 года)[25][26]
- Орден преподобного Серафима Саровского I степени (7 апреля 2016 года)[27]
- Орден преподобного Сергия Радонежского I степени (7 апреля 2021 года)[28]

### Общественные и иные
- Медаль Ярослава Мудрого I степени (Новгородский государственный университет, 2004).
- Императорский орден Святой Анны II степени (Российский императорский дом, 2015)[29].
- Императорская медаль «В память 400-летия Дома Романовых. 1613—2013» (Российский императорский дом, 2015)
- Орден Великого князя Сергия Александровича (Императорское православное палестинское общество, 2016)[30]
- Почётный член Санкт-Петербургской духовной академии, 29 декабря 2021 года[31].

## Публикации
статьи
- Духовное возрождение // Журнал Московской Патриархии. — 1992. — № 2. — С. 2—3.
- Размышления о религии и культуре // Москва. — 1993. — № 12.
- Речь Архиепископа Новгородского и Старорусского Льва при открытии Коллоквиума в г. Новгороде 27 августа 1995 г. : (творение и преображение, об истинном и мнимом прогрессе) // София. — 1995. — № 3 (15). — С. 3.
- Приветствие архиепископа Новгородского и Старорусского Льва участникам конференции // Религия в современной системе международных отношений. Материалы международной научно практической конференции. Санкт-Петербург, 30 сентября 2005 г. — СПб: Издательство С.-Петербургского университета, 2006. — С. 4—6.

интервью
- Кульпинова Т. Смысл жизни в стремлении к святости. Беседа с архиепископом Новгородским и Старорусским Львом // София. 1993. — № 7. — С. 4-5.
- «Он всех нас поднял с колен»: Беседа с корреспондентом журнала «Церковь и Время». К 70-летию со дня рождения митр. Ленинградского Никодима (Ротова) // Церковь и время. 1998. — № 4 (7). — С. 9—24.